# Semiothisa anguifera
Semiothisa anguifera là một loài bướm đêm trong họ Geometridae.